# NGC 4467
NGC 4467 este o galaxie eliptică situată în constelația Fecioara. A fost descoperită în 28 aprilie 1851 de către Otto Vasilievici Struve⁠(d). Se află la o distanță de 24,1 de megaparseci de Pământ.